# Griffin in Summer
Griffin in Summer är en amerikansk komedifilm som hade premiär på Tribeca Film Festival den 6 juni 2024. Filmen är regisserad av Nicholas Colia, som även skrivit filmens manus.

## Handling
Filmen kretsar kring den 14-årige Griffin Nafly som planerar att tillbringa sommarlovet med att finslipa sin pjäs som är en blandning mellan Vem är rädd för Virginia Woolf och American Beauty. Repetitionerna går dock inget vidare, då regissören Kara hellre vill tillbringa tid med sin pojkvän, och pjäsens skådespelare saknar Griffins entusiasm.

## Rollista (i urval)
- Everett Blunck - Griffin Nafly
- Melanie Lynskey - Helen
- Owen Teague - Brad
- Abby Ryder Fortson - Kara
- Michael Esper - Griffins far
- Kathryn Newton - Brads flickvän